# Burgstall Schalkhausen
Der Burgstall Schalkhausen ist eine abgegangene mittelalterliche Wasserburg vom Typus einer Turmhügelburg (Motte) unmittelbar südlich der Schule in Schalkhausen (Hetzels-Garten), einem heutigen Stadtteil von Ansbach in Bayern.

## Geschichte
Vermutlich wurde die Burg, die 1144 erwähnt wurde, schon im 11. Jahrhundert erbaut und dürfte Stammsitz der Edelfreien von Scalchusen gewesen sein. Als weitere Besitzer der Burg werden 1144 die Herren von Dornberg (Burg Dornberg) und später die Grafen von Oettingen genannt. 1525 wurde die Burg im Zuge des Bauernkrieges zerstört.
In neuerer Zeit war von der Burg noch ein starker viereckiger Turm bekannt. 1737 wurden die 19 Fuß tiefen Grundmauern des Turms ausgegraben und als Baumaterial verwendet. In der Schalkhäuser Pfarrbeschreibung ist angeführt, „dass im Jahre 1944 der damals 85 Jahre alte Herr Blümlein, zu dessen Anwesen der Burghügel und Burggraben gehörte, erzählte, dass er als junger Bursche 40 Klafter Steine dieses Turmes habe brechen und abtragen helfen, die zum Bau der Ansbacher Kaserne verwendet wurden“. Brandschichten weisen darauf hin, dass die Burg zweimal abgebrannt sein musste.

## Beschreibung
Heute ist noch die Rundanlage mit dem durch den Onoldsbach gespeisten Wassergraben zu erkennen. Außer auf der Südseite ist der Graben durch Gebäude, die in die Hügelschüttung hinein errichtet wurden, stark gestört. Der untere Hügeldurchmesser hat ca. 55–60 m betragen, die Höhe des Hügels ca. 5–6 m. Der umlaufende Wassergraben war ursprünglich 10–12 m breit. Auf dem Hügelplateau lässt sich noch die Eintiefung eines rechteckigen Turmes von 10–12 m Seitenlänge erkennen.